# Leoncio Evita Enoy
Leoncio Evita Enoy (Udubuandjolo, 8 agosto 1929 – Bata, dicembre 1996) è stato uno scrittore equatoguineano.
Studiò in una scuola di San Carlos e pittura per corrispondenza. Lavorò nell'Escuela de Artes y Oficios di Bata e come collaboratore della rivista letteraria Poto-Poto. Visse in Camerun dal 1953 al 1960.

## Opere
- "Cuando los combes luchaban", 1953
- "Alonguegue (No me salvaré)"
- "El guiso de Biyé"